# Generalitat Valenciana
De Generalitat Valenciana (Spaans: Generalidad Valenciana) is het bestuur van de Spaanse autonome gemeenschap Valencia dat zetelt in de stad Valencia. De generaliteit is zowel bestuurlijk als politiek het hoogste orgaan in de regio. De "Generalitat Valenciana" kreeg in 1982 rechtspersoonlijkheid.